# Henry Marsh (Mediziner)

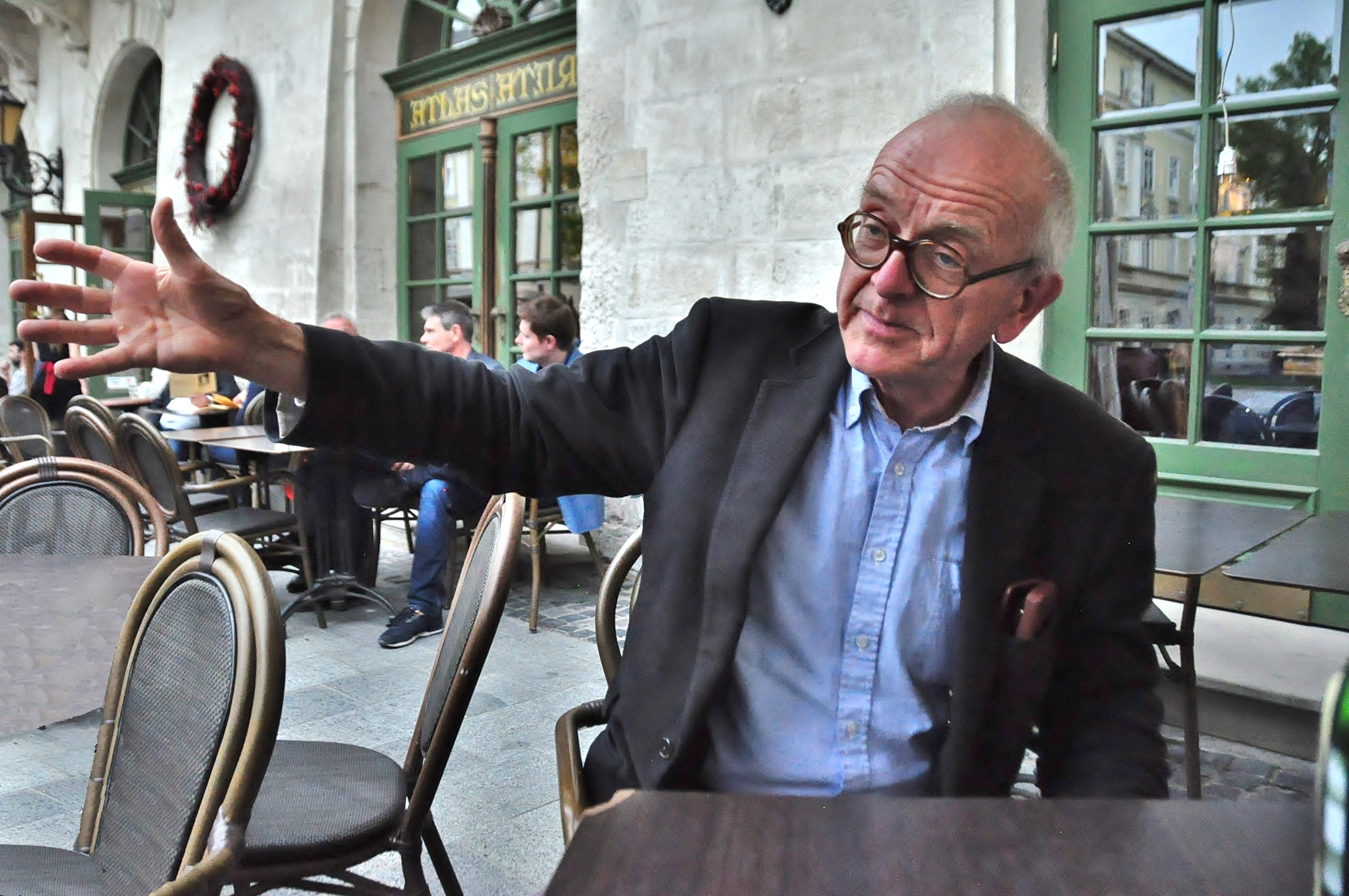
Henry Marsh (2017)

Henry Marsh (Henry Thomas Marsh; * 5. März 1950 in Oxford) ist ein britischer Neurochirurg.

## Leben
Marsh absolvierte die Dragon School in Oxford und die Westminster School in London. Er studierte zuerst Wirtschaft, Politik und Philosophie in Oxford und danach Medizin am Royal Free Medical School in London. Danach arbeitete Marsh als Neurochirurg am St. George’s University Hospital London. Er ist Spezialist für die Entfernung von Hirntumoren. Vom Royal College of Surgeons wurde er 1984 zum Fellow ernannt. An der University of Washington in Seattle, war er Professor für Neurochirurgie. Außerdem ist er seit den 1990er Jahren mit einer von ihm gegründeten Stiftung oft in der Ukraine tätig. Dort operiert er vornehmlich Menschen, die sonst ohne ärztliche Hilfe blieben.
Seine Arbeit wurde in zwei Dokumentarfilmen abgebildet: Your Life in Their Hands (2003) und The English Surgeon (2007). Letzterer gewann den US-Fernsehpreis Emmy Award.
Anlässlich seines 60. Geburtstages wurde Marsh zum Commander of the Order of the British Empire ernannt. 2014 schrieb er ein Buch über sein Arbeiten als Neurochirurg, worin er auch selbstkritisch Optimismus, Behandlungsfehler und Versagen thematisierte. 2015 ging er als Neurochirurg in den Ruhestand.

## Schriften
- Do No Harm. Orion, London 2014 ISBN 978-0-297-86987-0
  - Um Leben und Tod: Ein Hirnchirurg erzählt vom Heilen, Hoffen und Scheitern.[5] Aus dem Englischen von Katrin Behringer, DVA, München 2015 ISBN 978-3-421-04678-9
- Admission. A Life in Brain Surgery. London: Weidenfeld & Nicolson, 2017